# Гуталс, Раймон
Раймо́н Гу́талс (нидерл. Raymond Goethals; 7 октября 1921, Форе, Бельгия — 6 декабря 2004) — бельгийский футбольный тренер, который привёл «Олимпик Марсель» к победе в финале Лиги чемпионов в 1993 году, став первым тренером, который выиграл этот трофей с французским клубом.
Он носил прозвища «Raymond-la-science» (созвучное с прозвищем «Raymond-the-Science», ранее принадлежавшее бельгийскому анархисту и члену банды «Бонно», Раймону Каллемину), «le sorcier» («Мастер») или «le magicien» («Маг»), Гуталс был известен своей манерой говорить, привычкой неправильного произношения имён игроков и отличительным брюссельским акцентом. Заядлый курильщик, он был похож на телевизионного полицейского-детектива, лейтенанта Коломбо. Он был отцом известного судьи Ги Гуталса, который судил на Евро-1996.

## Карьера игрока и начало тренерской карьеры
Гуталс начал свою карьеру вратаря в 1930 году с «Даринг Клуб Брюссель», пройдя школу молодёжного клуба, он пришёл в первую команду в 1939 году. Десять лет спустя он перешёл в «Моленбек», где оставался до 1952 года. После периода выступлений в «KSK Ронсе» он стал играющим тренером «Аннютуаса», а позже вывел «Сент-Трюйден» на второе место в бельгийском первом дивизионе в 1966 году.

## Тренер национальной сборной
Гуталс возглавил сборную Бельгии в 1968 году. Бельгия была намерена добиться успеха в квалификации на Чемпионат мира по футболу 1970 в Мексике, однако сборная не вышла из группы. В Бельгии состоялся Чемпионат Европы по футболу 1972, на котором команда хозяев, выбив действующих чемпионов, Италию, в рамках отборочного этапа, но проиграв в полуфинале будущим чемпионам турнира, Германии, победили Венгрию в матче за третье место. Тогда Гуталс добился наибольшего успеха как тренер национальной сборной. Кроме того, он очень гордился тем, что в Бельгии провёл со сборной Голландии сухие ничьи в обеих встречах в 1974 году в квалификации на Чемпионат мира по футболу 1974. Бельгия завершила отборочный этап, проиграв Голландии по разнице забитых и пропущенных.
При Раймоне Гуталсе сборная Бельгии впервые за 70 лет решила сделать основным комплектом формы белый вместо красно-чёрного, чтобы игроков сборной можно было разглядеть в вечерних и ночных матчах.

## Возвращение в клубный футбол
В 1976 году пребывание Гуталса на посту тренера сборной закончилось, и он присоединился к «Андерлехту» как тренер. В своём первом сезоне «Андерлехт» вышел в финал Кубка обладателей кубков, где проиграл «Гамбургу», но выиграл трофей в следующем году благодаря победе над «Аустрией». После работы во Франции с «Бордо» и в Бразилии с «Сан-Паулу» Гуталс вернулся в Бельгию, чтобы тренировать льежский «Стандард». «Стандард» стал чемпионом Бельгии в 1982 и 1983 годах, также они достигли финала Кубка кубков в 1982 году, но проиграли «Барселоне», которая имела значительное преимущество в том, что финал проводился на их родном стадионе, «Камп Ноу».

## Споры и возвращение в «Андерлехт»
Чемпионство «Стандарда» в 1982 году стало предметом серьёзных разногласий в 1984 году. Ходили слухи, что Гуталс подкупил игроков «Генка» перед встречей команд в финальном матче сезона, с тем чтобы обеспечить чемпионство «Стандарду» и быть уверенным, что ни один из его игроков не будет в лазарете из-за травмы перед финалом против «Барселоны». Гуталс был вынужден уйти в отставку в результате скандала, он переехал в Португалию, чтобы тренировать «Виторию». Затем он вернулся в Бельгию, чтобы тренировать «Расинг Жет» до второго прихода в «Андерлехт», с которым он дважды выиграл Кубок Бельгии в 1988 и 1989 годах. «Бордо» вновь подписало Гуталса, и они вышли на второе место в чемпионате Франции в 1989—90 годах, уступив «Марселю». Приближаясь к 70-летнему юбилею, Гуталс не знал, что его величайший триумф в качестве тренера был ещё впереди.

## «Олимпик Марсель»
В 1990 году Гуталс был назначен тренером «Марселя» и было поручено сделать акцент на Кубок чемпионов. В свой первый сезон, клуб едва не победил, проиграв по пенальти команде из Белграда, «Црвена Звезда». Способности Гуталса не поддавались сомнениям, он был признан лучшим европейским тренером 1991 года. В 1993 году «Марсель» снова достиг финала Лиги чемпионов, где победили фаворитов, «Милан», с минимальным счётом, единственный гол забил Базиль Боли. Добившись своей главной цели в «Марселе», Гуталс покинул клуб.
«Олимпик Марсель» позже лишили титула чемпиона Франции 1993 года, когда выяснилось, что трём игрокам «Валансьена» были предложены деньги за проигрыш в решающем матче против «Марселя». Клубу также было запрещено защищать свой титул обладателя Кубка чемпионов, клуб был наказан вылетом во французский второй дивизион.

## Уход на пенсию
Гуталс закончил тренерскую карьеру с «Андерлехтом» в сезоне 1995/96, но он оставался востребованным как телевизионный аналитик за своё понимание футбола. Он умер от рака кишечника в возрасте 83 лет. В 2005 году, после смерти, ему было присуждено 38-е место в списке 100 величайших бельгийцев. Трибуна № 2 на домашнем стадионе ФК «Брюссель», «Эдмон Маштенс» был назван в честь Гуталса в конце 2005 года.

## Достижения

### Командные
«Андерлехт»
- Чемпионат Бельгии: 1993/94
- Кубок Бельгии: 1975/76, 1987/88, 1988/89
- Кубок обладателей кубков УЕФА: 1977/78
- Суперкубок УЕФА: 1976, 1978

«Стандард»
- Чемпионат Бельгии: 1981/82, 1982/83
- Кубок Бельгии: 1980/81
- Суперкубок Бельгии: 1981, 1983

«Олимпик Марсель»
- Чемпионат Франции: 1990/91, 1991/92, 1992/93
- Лига чемпионов УЕФА: 1992/93
- Итого: 16 трофеев

### Личные
- Обладатель премии «Золотая скамья»: 1991
- Тренер года по версии Onze d’Or: 1991, 1993
- 47 место в рейтинге лучших тренеров в истории футбола по версии France Football: 2019[2]